# Comuna Sănduleni, Bacău
Sănduleni (în maghiară Szendulén) este o comună în județul Bacău, Moldova, România, formată din satele Bârzulești, Coman, Mateiești, Sănduleni (reședința), Stufu, Tisa și Verșești.

## Așezare
Comuna se află în centrul județului, în valea Tazlăului. Este traversată de șoseaua națională DN11, care leagă Bacăul de Onești. La Săndulești, din acest drum se ramifică spre nord șoseaua județeană DJ118, care duce la Berești-Tazlău și Scorțeni (unde se termină în DN2G).

## Demografie
Componența etnică a comunei Sănduleni
     Români (94,54%)
     Alte etnii (0,44%)
     Necunoscută (5,02%)
Componența confesională a comunei Sănduleni
     Ortodocși (51,19%)
     Romano-catolici (38,11%)
     Adventiști (3,02%)
     Creștini după evanghelie (2,41%)
     Alte religii (0,19%)
     Necunoscută (5,07%)
Conform recensământului efectuat în 2021, populația comunei Sănduleni se ridică la 4.106 locuitori, în creștere față de recensământul anterior din 2011, când fuseseră înregistrați 3.863 de locuitori. Majoritatea locuitorilor sunt români (94,54%), iar pentru 5,02% nu se cunoaște apartenența etnică. Din punct de vedere confesional, majoritatea locuitorilor sunt ortodocși (51,19%), cu minorități de romano-catolici (38,11%), adventiști (3,02%) și creștini după evanghelie (2,41%), iar pentru 5,07% nu se cunoaște apartenența confesională.

## Politică și administrație
Comuna Sănduleni este administrată de un primar și un consiliu local compus din 13 consilieri. Primarul, Petrea Clopotaru[*], de la Partidul Social Democrat, este în funcție din 2012. Începând cu alegerile locale din 2024, consiliul local are următoarea componență pe partide politice:
|  | Partid                    | Consilieri | Componența Consiliului | Componența Consiliului | Componența Consiliului | Componența Consiliului | Componența Consiliului | Componența Consiliului | Componența Consiliului | Componența Consiliului | Componența Consiliului | Componența Consiliului | Componența Consiliului |
|  | ------------------------- | ---------- | ---------------------- | ---------------------- | ---------------------- | ---------------------- | ---------------------- | ---------------------- | ---------------------- | ---------------------- | ---------------------- | ---------------------- | ---------------------- |
|  | Partidul Social Democrat  | 11         |                        |                        |                        |                        |                        |                        |                        |                        |                        |                        |                        |
|  | Partidul Național Liberal | 2          |                        |                        |                        |                        |                        |                        |                        |                        |                        |                        |                        |

## Istorie
La sfârșitul secolului al XIX-lea, comuna Sănduleni făcea parte din plasa Tazlăul de Jos a județului Bacău și era formată din satele Sănduleni, Prisaca, Orășa-Avram, Lărguța, Costineni, Fundu-Rușii, Stufu, Verseștii de Jos, Tisa și Mateești, având în total 1718 locuitori. În comună funcționau o școală mixtă cu 50 de elevi, două biserici ortodoxe (la Versești și Orășa-Avram) și două biserici catolice (la Stufu și Lărguța), în timp ce principalii proprietari de terenuri erau frații Sturdza, Ștefan Țârțescu, Zamfira Rosetti, Profira Gheorghiu-Budu și Maria Ciupagea. Anuarul Socec din 1925 consemnează comuna în plasa Tazlău a aceluiași județ, având în compunere satele Găidar, Lărguța, Orășa-Avram, Sănduleni, Stufu, Tisa și Verseștii de Sus, și cătunele Bărzulești, Coman, Costineni și Mateești, populația totală fiind de 1351 de locuitori.
În 1950, comuna a trecut în administrația raionului Târgu Ocna din regiunea Bacău. În 1968, ea a revenit la județul Bacău, reînființat; tot atunci, satele Găidar și Orășa-Avram au fost desființate și comasate cu satul Sănduleni, comuna căpătând alcătuirea actuală.

## Monumente istorice
Singurul obiectiv din comuna Sănduleni inclus în lista monumentelor istorice din județul Bacău ca monument de interes local este conacul Secară (1891) din satul Verșești. El este clasificat ca monument de arhitectură.